# Joseph W. Bailey
Joseph W. Bailey (Crystal Springs, Mississippi, 1862. október 6. – Sherman, Texas, 1929. április 13.) amerikai jogász, politikus, az Amerikai Egyesült Államok szenátora (Texas, 1901–1913).

## Élete
Az oxfordi Mississippi Egyetemre járt. 1883-ban szerzett jogi diplomát a Cumberland Egyetemen, és ugyanabban az évben felvették a Mississippi állami ügyvédi kamarába. 1885-ben az észak-texasi Gainesville-be költözött, ahol továbbra is ügyvédi gyakorlatot folytatott.
1901. március 4. és 1913. január 3. között az Egyesült Államok Szenátusának a tagja volt Texas állam képviseletében, a Demokrata Párt színeiben.